# Reszel (gmina)
Reszel – gmina miejsko-wiejska w województwie warmińsko-mazurskim, w powiecie kętrzyńskim. W latach 1975–1998 gmina położona była w województwie olsztyńskim.
Siedziba gminy to Reszel.
Według Narodowego Spisu Powszechnego 31 marca 2011 gminę zamieszkiwało 8219 osób, z czego 4986 w mieście Reszel, a 3233 – na obszarach wiejskich gminy. Natomiast według danych z 31 grudnia 2019 roku gminę zamieszkiwało 7488 osób.

## Struktura powierzchni
Według danych z roku 2002 gmina Reszel ma obszar 178,71 km², w tym:
- użytki rolne: 71%
- użytki leśne: 14%

Gmina stanowi 14,73% powierzchni powiatu.

## Demografia

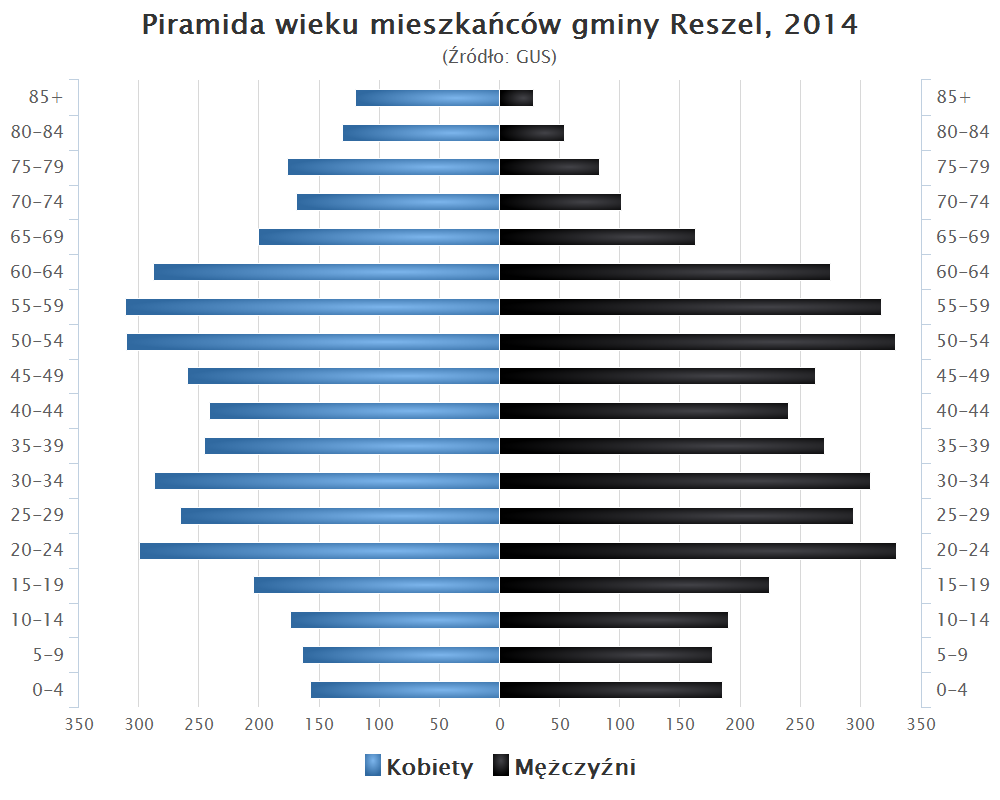
Piramida wieku mieszkańców gminy Reszel w 2014 roku

Dane z 30 czerwca 2004:
| Opis                              | Ogółem | Ogółem | Kobiety | Kobiety | Mężczyźni | Mężczyźni |
| --------------------------------- | ------ | ------ | ------- | ------- | --------- | --------- |
| jednostka                         | osób   | %      | osób    | %       | osób      | %         |
| populacja                         | 8482   | 100    | 4384    | 51,7    | 4098      | 48,3      |
| gęstość zaludnienia (mieszk./km²) | 47,5   | 47,5   | 24,5    | 24,5    | 22,9      | 22,9      |

## Sołectwa
Bezławki, Czarnowiec, Dębnik, Klewno, Kocibórz, Leginy, Łężany, Mnichowo, Pieckowo, Pilec, Plenowo, Ramty, Robawy, Siemki, Święta Lipka, Tolniki Małe, Widryny, Wola, Worpławki, Zawidy.

## Pozostałe miejscowości
Bertyny, Bezławecki Dwór, Biel, Czarnowiec, Grodzki Młyn, Grzybowo, Kępa Tolnicka, Kocibórz, Lipowa Góra, Łabędziewo, Mała Bertynówka, Mojkowo, Pasterzewo, Pieckowo, Pudwągi, Staniewo, Stąpławki, Śpigiel, Śpiglówka, Wanguty, Wólka Pilecka, Wólka Ryńska.
Uroczyska, dawne miejscowości:
Niewodna (Niewodnica)

## Sąsiednie gminy
Bisztynek, Kętrzyn, Kolno, Korsze, Mrągowo, Sorkwity